# Deutsche Skeleton-Meisterschaft 2012
Die Deutschen Skeleton-Meisterschaft 2012 fanden am 30. Dezember 2011 in Winterberg statt. Veranstalter war der Bob- und Schlittenverband für Deutschland (BSD), Ausrichter war der Bob- und Schlittensportclub Sauerland Winterberg (BSC Winterberg), Veranstaltungsort war die Bobbahn Winterberg Hochsauerland.
Die Meisterschaften wurden aus Termingründen noch Ende des Jahres 2011 ausgetragen. Witterungsbedingt musste der zweite Durchgang gestrichen werden, aufgrund des starken Schneefalls konnte der Wettbewerb nicht ordnungsgemäß zu Ende gebracht werden. Den Regeln entsprechend wurde damit einzig der erste Lauf gewertet. Mit Alexander Gassner und der erst 16-jährigen Jacqueline Lölling gewannen zwei Skeletonis überraschend die Titel.

## Männer
| Platz | Sportler              | Verein            | Zeit    |
| ----- | --------------------- | ----------------- | ------- |
| 1     | Alexander Gassner     | BSC Winterberg    | 1:01,08 |
| 2     | Maximilian Graßl      | WSV Königssee     | 1:01,09 |
| 3     | Michael Zachrau       | WSV Oberhof 05    | 1:01,19 |
| 4     | Sandro Stielicke      | BSC Winterberg    | 1:01,29 |
| 5     | David Lingmann        | RT Suhl           | 1:01,30 |
| 6     | Frank Rommel          | TSC Zella-Mehlis  | 1:01,38 |
| 7     | Christopher Grotheer  | BSR Oberhof       | 1:01,43 |
| 8     | Christian Baude       | BSR Oberhof       | 1:01,61 |
| 9     | Axel Jungk            | BRC Riesa         | 1:01,94 |
| 10    | Sebastian Bernecker   | WSV Königssee     | 1:02,01 |
| 11    | Martin Rosenberger    | WSV Königssee     | 1:02,14 |
| 12    | Marco Heinrich        | BSR Oberhof       | 1:02,22 |
| 13    | Maximilian Otto       | WSV Lauscha 08    | 1:02,35 |
| 14    | Dominic Rady          | WSV Königssee     | 1:02,43 |
| 15    | Daniel Lingenauber    | RSG Hochsauerland | 1:02,44 |
| 16    | Mirsad Halilovic      | WSV Königssee     | 1:02,45 |
| 17    | Colin Domke           | BRC Riesa         | 1:02,60 |
| 18    | Alexander Kröckel     | BSR Oberhof       | 1:02,62 |
| 19    | Kilian von Schleinitz | WSV Königssee     | 1:02,85 |
| 20    | Nico Grünneker        | BRC Riesa         | 1:03,02 |
| 21    | Felix Seibel          | BRC Hallenberg    | 1:04,40 |
| 22    | Dean Behrendt         | RT Suhl           | 1:05,68 |

Am Start waren alle 22 gemeldeten Teilnehmer aus zehn Vereinen.
Alexander Gassner gewann seinen ersten Titel und bestätigte damit seine sportliche Entwicklung, aufgrund derer er seit Saisonbeginn erstmals am Skeleton-Weltcup teilnehmen kann. Gassner profitierte bei seinem Sieg davon, als Einer der Lokalmatadoren auf seiner Heimbahn fahren zu können. Der zweite Weltcup-Starter und dreimalige Vizemeister Frank Rommel kam mit Rang sechs und drei Zehntelsekunden Rückstand noch in die Spitzengruppe, während der dritte Weltcup-Starter Alexander Kröckel mit Rang 18 weit an den vorderen Plätzen vorbeifuhr. Mit mehr als eineinhalb Sekunden Rückstand auf den Führenden wäre auch mit einem zweiten Lauf nur noch eine bedingte Verbesserung möglich gewesen. Vorjahresmeister Sandro Stielicke verpasste als Viertplatzierter um eine Zehntelsekunde die Medaillenränge und konnte sich damit auch nicht nachhaltig für eine Wiederberücksichtigung im Weltcupteam empfehlen, wo er nach einer guten Vorsaison mit Platz zwei in der Gesamtwertung in der Qualifikation für die aktuelle Saison scheiterte. Auch der zweite Weltcup-Starter des Vorjahres, der in der Qualifikation scheiterte, der Meister von 2009 Mirsad Halilovic, verpasste als 16. eine gute Platzierung. Mit Maximilian Graßl und Michael Zachrau gewannen zwei Nachwuchsathleten die Silber- und Bronzemedaillen. Die Leistungen variierten nicht nur aus individuellen Leistungsgründen, sondern auch wegen der schwierigen und wechselnden Witterungsbedingungen.

## Frauen
| Platz | Sportler           | Verein                | Zeit    |
| ----- | ------------------ | --------------------- | ------- |
| 1     | Jacqueline Lölling | RSG Hochsauerland     | 1:01,56 |
| 2     | Sophia Griebel     | RT Suhl               | 1:01,92 |
| 3     | Marion Thees       | BRC 05 Friedrichroda  | 1:02,14 |
| 4     | Lena Joch          | RSG Hochsauerland     | 1:02,23 |
| 5     | Tina Hermann       | WSV Königssee         | 1:02,26 |
| 6     | Katharina Heinz    | RSG Hochsauerland     | 1:02,28 |
| 7     | Kim Meylemans      | WSV Königssee         | 1:03,03 |
| 8     | Maxi Just          | BRC Riesa             | 1:03,85 |
| 9     | Jessica Fischer    | BRC Riesa             | 1:04,28 |
| 10    | Anna Fernstädt     | WSV Königssee         | 1:05,00 |
| 11    | Anna Köhler        | TSV 09 Gras-Ellenbach | 1:05,19 |
| 12    | Franziska Petzold  | BRC Riesa             | 1:06,54 |
| dns   | Kathleen Lorenz    | BSR Oberhof           |         |

Am Start waren 12 von 13 gemeldeten Teilnehmerinnen aus sieben Vereinen.
Mit Jacqueline Lölling vor Sophia Griebel gewannen zwei Nachwuchsathletinnen des BSD Titel und Vizemeisterschaft, auf Rang vier platzierte sich mit Lena Joch eine weitere Nachwuchsfahrerin, die wie Lölling und Griebel schon internationale Erfahrungen sammeln konnte, weit vorn. Mit 35 Hundertstel Sekunden hatte Lölling zu Griebel auch den größten Abstand der Athletin in der Spitzengruppe, die bis zur Weltcupstarterin Katharina Heinz auf den sechsten Rang reichte. Dritte wurde die amtierende Weltmeisterin Marion Thees. Die Titelverteidigerin und dreimalige Meisterin Anja Huber war aus gesundheitlichen Gründen nicht am Start. Die wechselnden und schwierigen Witterungsbedingungen waren neben individuellen Fahrleistungen für das Zustandekommen des Klassements mitverantwortlich.
Lokalmatadorin Lölling bestätigte mit ihrem Titelgewinn auf ihrer Heimbahn eine Entwicklung, die sie auch international seit der Saison 2010/11 im Skeleton-Europacup und 2011/12 im Skeleton-Intercontinentalcup vorantreibt. Nur wenig nach der deutschen Meisterschaft bestätigte sie ihre Leistung und gewann bei den Olympischen Jugendspielen in Innsbruck den Titel.